# Сова-рибоїд чорнодзьоба
Сова-рибоїд чорнодзьоба (Scotopelia ussheri) — вид птахів родини совових (Strigidae). Поширений в Західній Африці.

## Назва
Вид Scotopelia ussheri названий на честь губернатора Золотого Берега Герберта Тейлора Ашера, який надав типовий зразок для вивчення.

## Поширення
Сова-рибоїд чорнодзьоба є ендеміком лісів Верхньої Гвінеї в Західній Африці. Мешкає в Кот-д'Івуарі, Гані, Гвінеї, Ліберії та Сьєрра-Леоне, де трапляється як дуже локалізований мешканець уздовж тінистих берегів річок. Її природні місця існування — субтропічні або тропічні вологі рівнинні ліси та субтропічні або тропічні мангрові ліси.